# Cromesquis
Le cromesquis ou kromesquis est une sorte de croquette d'origine polonaise dans l'esprit des pirojki russes frits, il a été adopté par les cuisines française et anglaise. Il était présent comme un mets de choix sur les tables de la cuisine classique de 1820 à la fin de la Seconde Guerre mondiale. Le cromesquis a été remis à la mode depuis 2010.

## Dénomination
Cromesquis est un nom masculin invariable,.
Myriam Esser-Simons (2019) suppose que le mot — également orthographié kromesquis et plus rarement cromeskis — vient de la racine slave krom- — tailler ou couper en petits morceaux. Il faut noter qu'en russe, кромка (kromka) veut dire bord car le kromesquis russe est roulé dans une crépinette avant d'être frit ; la dernière partie du mot reste inexplicable. Le mot cromesquis n'existe en russe que dans l'usage de restauration.et se dit кромески́ (kromeski), forme évidemment empruntée du français.
Des chaussons frits existent aussi dans la cuisine russe, les cuisines slaves et iranienne (pirojki, pirashki).

## Histoire

### Origine polonaise

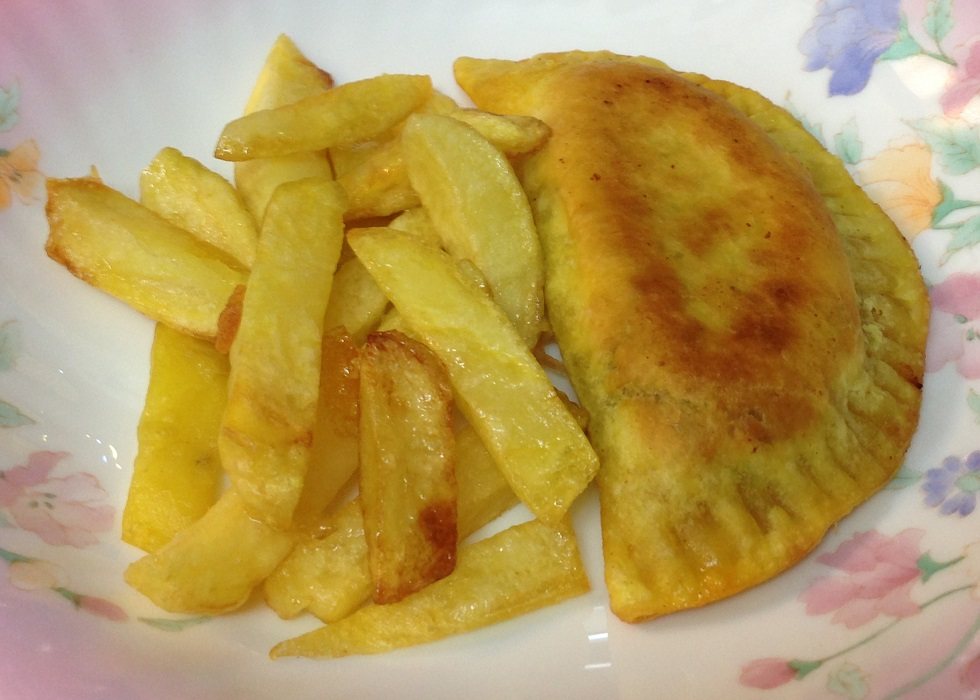
Pirashki frit (cuisine perse)

Le mot Cromesquis apparait en 1737 dans Theologia tripartita universa: «Masculino. Especie de guisado polonés » (type de ragoût polonais). 
De son origine polonaise le mot est longtemps orthographié Kromesquis. Le cuisinier Royal est le premier à en donner des recettes (1820) avec des cromesquis de bœuf et de volaille (roulé dans une barde de tétine). Dans Les diners de M. Laguipière et mes déjeuners du lundi (1823) les kromesquis de Filets de Soles, de Filets de Merlans figurent dans plusieurs menus. Carème (1822) dans sa rubrique Croquettes écrit «Kromesquis de poulet; idem de perdreau, de bécasse, de lapereau, de levraut». En allemand (1859), en anglais (1888), en français Cromesguis ou Kromesquis sont synonymes. On trouve à la même époque des Kromesquis de Volaille Polonaise (1880), des Kromesquis à la Russe. Le Grand Dictionnaire de Cuisine d'Alexandre Dumas le décrit comme un ragout polonais enveloppé dans une toilette de porc, dans sa version russe Кромескис из ягненка (польское рагу) (Kromeskis iz yagnenka (Polʹskoye Ragu)) ragout polonais, Kromesquis d'agneau de viande d'agneau, champignons, veau, jaunes d'œufs façonnés en boules dorées à la poêle.

### Le grande époque
Les cromesquis font partie de la grande tradition culinaire française écrit Anne-Sophie Pic (2008) qui les congèle avant de les paner et de les frire.  Dans un premier temps les cromesquis se font à base de gibier (1866) «Cromesquis de gibier se dit de croquettes faites d'un mélange d'estomac de perdreaux, champignons (truffes), foie gras, langue écarlate, etc., frites en friture chaude», le Baron Bisse parle de cromesquis à l'italienne.  Puis (1882) «on fait des cromesquis d’agneau, de ris de veau, de palais de bœuf, de volaille, de foie gras, etc.». Jules Gouffé, autorité culinaire chez qui il est une garniture (1877) donne dans ses hors-d'œuvre chauds des cromesquis de volaille, de gibier, de veau, de crevettes, de saumon, il les roule dans du pain à cacheter (pâte à pain sans levain, en feuilles fines qu'on appelait pain à chanter). En 1890 sont mentionnés les cromesquis de filet de sole à la financière, mais aussi plus tard des cromesquis fait de restes de volaille ou de gibier. Les cromesquis de jambon puis à l'œuf dur apparaissent vers 1910 dont le Cromesquis à la Gottschalk (œuf dur, carotte artichaut béchamel avec gruyère enveloppé dans une pâte à crêpe).  A la même époque le Traité de cuisine bourgeoise bordelaise précise « Les cromesquis se servent dans les grands dîners comme hors-d'œuvre chauds ». L'apogée du cromesquis est la fin de l'entre-deux-guerres.
Edouard de Pomiane (d'origine polonaise, il les orthographie Kromesquis) les décrit ainsi en 1946: ce «sont des petits pâtés qu'on peut servir froids ou chauds, constitués par une crêpe roulée, contenant une farce quelconque. En hiver, ces petits pâtés chauds se marient très bien avec un bouillon chaud. En été, ces Kromesquis froids s’emportent, pour servir de plat de résistance au cours de pique-niques et de déjeuners sur l’herbe».

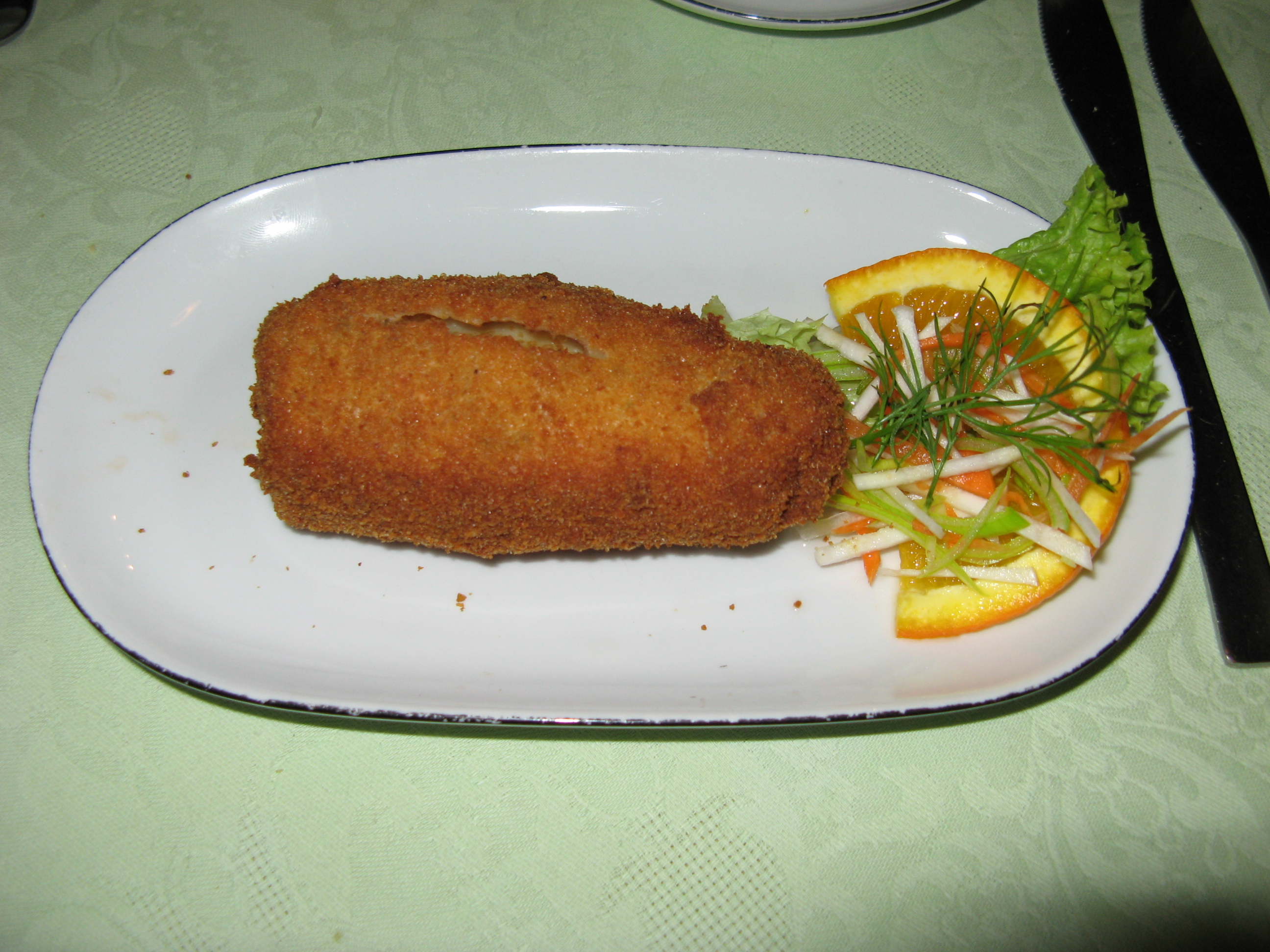
Krokiet ou Krokiecik polonaise

La cuisine anglaise offre très tôt des cromesquis d'huitre, de clams ou de homard (Lobster Cromesquis),. The Royal Cookery Book de Jules Gouffé (1869) donne des cromesquis de crevette et de saumon.

### Le renouveau
C'est Marc Meneau (un mystique du cromesquis) qui ressuscite le cromesquis avec son cromesquis de foie gras
(Christian Millau écrit en 2011 : «Meneau possède de nombreux et étranges pouvoirs. ... Le premier, de liquéfier le foie gras afin de l'enfermer dans un cromesquis qui vous explose dans la bouche.»,), dont la recette figure dans son livre La Cuisine en fête en 1986 (réduction d'une sauce Villeroy à base de porto rouge, de crème, de purée de foie gras et de gélatine qu'il fait prendre au réfrigérateur). En 2012, son fils Pierre ouvre à Paris le Restaurant Crom'Exquis. En 2013, Eric Fréchon donne sa version du cromesquis de foie gras. De nombreux chef créent alors des cromesquis: d'asperge verte, au fromage de brebis des Pyrénées, à l'époisses ou à la cancoillotte, etc.

### La normalisation de la cuisine classique
Escoffier codifie 3 méthodes de préparation: à la française, à la polonaise et à la russe. 
- le cromesquis à la française : la farce se trempe dans la pâte à frire plongée à grande friture bien chaude.
- le cromesquis à la polonaise : enveloppé d'une crêpe salée très fine, on soude les ouvertures de la crêpe à la pâte à frire et on fait frire. Tout en sachant qu'en 1839, la Néo-physiologie du goût du comte de Courchamps puis Jules Gouffé[48] emballent les cromesquis polonais dans des tétines de veau[49].  Catherine Owen (1881) donne une recette polonaise de cromesquis d'agneau qui sont panés dans la chapelure et l'œuf puis frits[50]

- le cromesquis à la russe : on enveloppe d'abord les rectangles d'appareil avec de la crépine ; on trempe dans de la pâte à frire et on fait frire. Dans ce cas-là, le traitement demande une grande attention, car il faut que l'huile de friture soit assez chaude pour dissoudre la crépine[51]. On trouve la recette moderne du cromesquis à la russe roulé dans une crêpe à la française[52].

Théophile Gringoire (1923) donne des définitions encore plus précises : «à la Française: Salpicon de truffes. cervelle, champignons, lié sauce Allemande. Façonner rectangles. Tremper pâte à frire. Persil frit. (A part) : Sauce Périgueux. / à la Polonaise. Salpicon de cèpes, truffes, cervelle, lié sauce Espagnole, forme rectangulaire. Envelopper crêpe sans sucre. Tremper pâte à frire. Persil frit. (A part) : Sauce Fines herbes. / à la Russe. Même appareil que précédemment et même forme. Envelopper crépinettes. Tremper pâte à frire à la bière comme ci-dessus. (A part) : Sauce Duxelles»

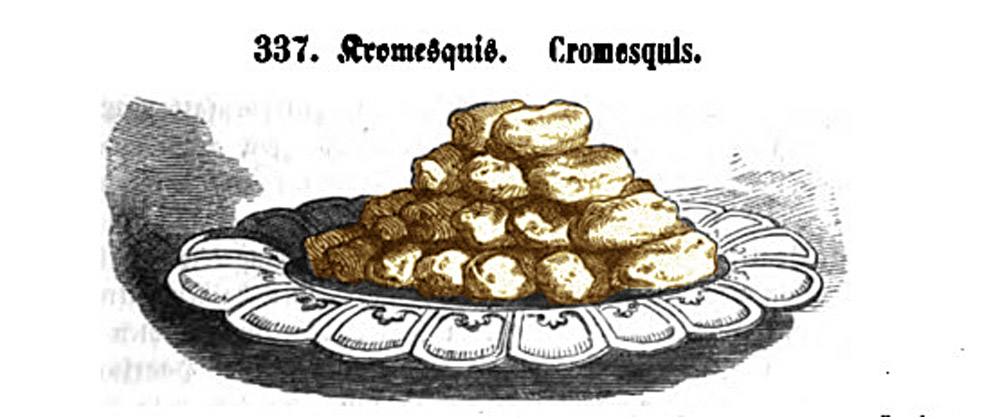
Kromesquis par Johann Rottenhöffer (1859)

Joseph Favre (1894) roule ses cromesquis dans une pâte à pannequet (pâte souple à l'œuf et au lait) qu'il panne à l'œuf et à la chapelure avant de les frire. Escoffier comme qu'Alexandre Dumas les servent avec de la sauce tomate.

## Préparation
Les cromesquis sont faits d'un appareil à base fromage, poisson, agneau, volaille, gibier, etc. lié d'une sauce réduite ou gélifiée chez les modernes, qui est détaillé en petits rouleaux, en cubes etc. panés et frits. L'objectif est d'obtenir un contraste entre le croustillant de l'enveloppe frite et le fondant du contenu, d'où ces cromesquis de cervelle, de purées, de hachis, appareil à boudin blanc, etc. L'appareil des cromesquis à la polonaise et à la russe comporte souvent des cèpes ou des gribouis (champignons secs) au lieu de champignons ordinaires,,,, voire des truffes et du porto,.

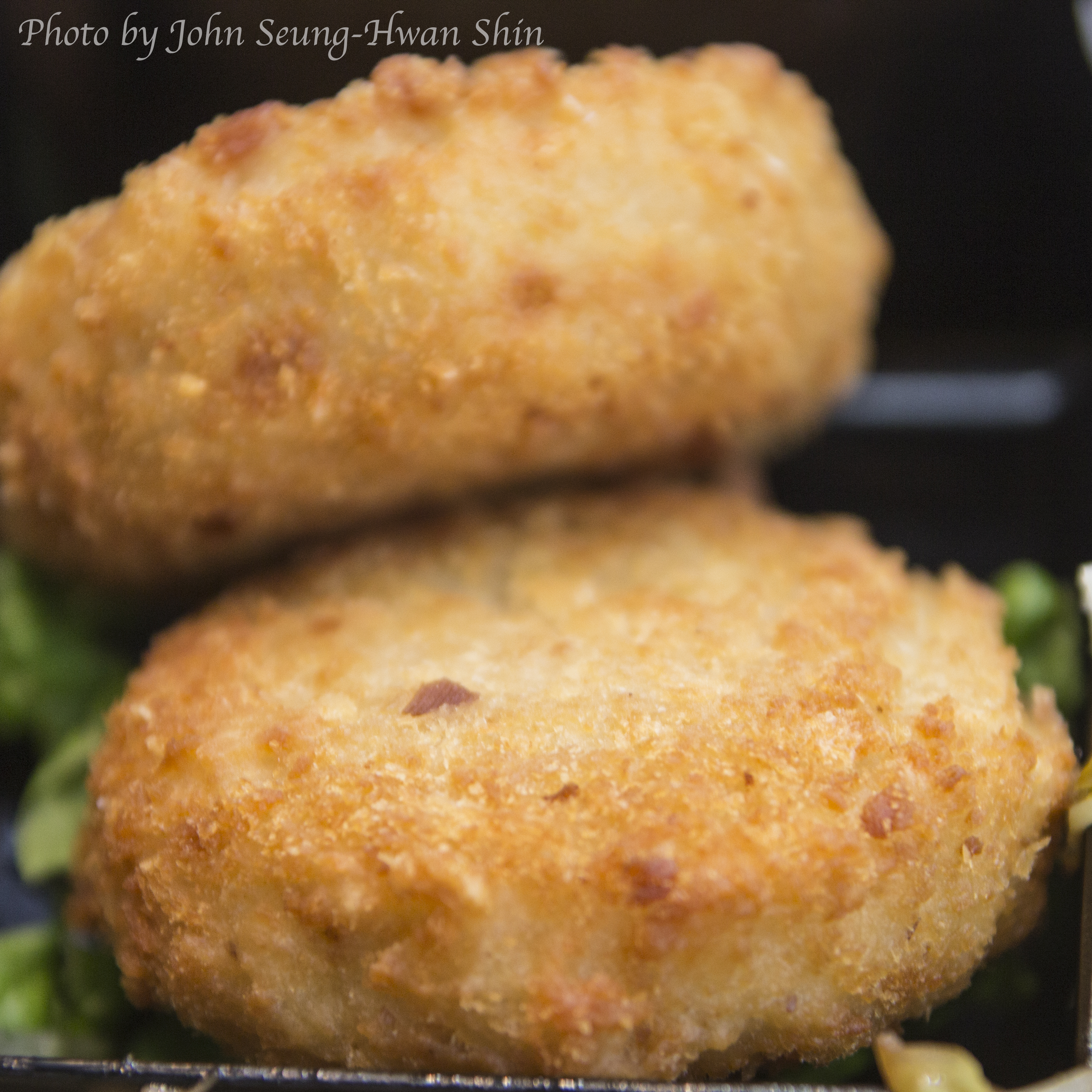
Obtenir une enveloppe croustillante et un intérieur fondant

Le bain de friture est à 180 °C - 355 °F, le cromesquis y est plongé quelques secondes, juste de quoi le colorer et le durcir («Pour une croûte parfaite, il faut laisser reposer au moins deux heures au réfrigérateur et paner à nouveau, juste avant cuisson» dit Pierre Meneau).

## Anthologie
- Achille Ferary, Charles Bousquet. Inauguration du chemin de fer d'Aurillac à Figeac le 11 novembre 1866. Aurillac, Le Moniteur du Cantal 1966

« En face de M. le vice-président du Conseil d'Etat, était M. de Parieu père, ayant à sa droite M. Conrad, préfet du Cantal, et à sa gauche M. Didion. Comme c'est l'habitude pour les comptes-rendus de ces sortes de réunions, nous croyons devoir publier le menu du banquet cantalien, qui fait honneur aux fourneaux de M. Roux, restaurateur à Aurillac.
Potages. Bisque d’écrevisses et à l'Impériale.
Relevés. Turbot à la Portugaise , carpe du Rhin à la Chambord , chevreuil à la Conti , dinde truffée à la Toulouse , pâté de foies gras aux truffes, buisson de crustacés Ravigote.
Entrées. Bécasses å la Sainte-Alliance, poulets à l'Anglaise, merles désossés en Chaufroix, cromeski au blanc de bartavelle... »